# Бохтар
Бохтар (до 2018 року — Курган-Тюбе; тадж. Бохтар, перс. کولاب قرغان‌تپه; тур. Kurgantepe) — місто на південному заході Таджикистану, адміністративний центр Хатлонської області.

## Географія
Місто розташоване на відстані 100 км від столиці країни міста Душанбе.

### Клімат
Місто знаходиться у зоні, котра характеризується середземноморським кліматом. Найтепліший місяць — липень із середньою температурою 27.8 °C (82 °F). Найхолодніший місяць — січень, із середньою температурою 1.7 °С (35 °F).
| Клімат Бохтара          | Клімат Бохтара | Клімат Бохтара | Клімат Бохтара | Клімат Бохтара | Клімат Бохтара | Клімат Бохтара | Клімат Бохтара | Клімат Бохтара | Клімат Бохтара | Клімат Бохтара | Клімат Бохтара | Клімат Бохтара | Клімат Бохтара |
| Показник                | Січ.           | Лют.           | Бер.           | Квіт.          | Трав.          | Черв.          | Лип.           | Серп.          | Вер.           | Жовт.          | Лист.          | Груд.          | Рік            |
| Абсолютний максимум, °C | 22,1           | 27,9           | 33,4           | 36,7           | 41,3           | 43,6           | 46             | 42,8           | 38,6           | 36,1           | 30,5           | 24,3           | 46             |
| Середній максимум, °C   | 7              | 11             | 17             | 24             | 30             | 35             | 37             | 35             | 31             | 25             | 17             | 10             | 23             |
| Середня температура, °C | 2              | 6              | 11             | 17             | 22             | 27             | 28             | 26             | 21             | 15             | 9              | 4              | 15             |
| Середній мінімум, °C    | −1             | 1              | 5              | 11             | 15             | 17             | 19             | 16             | 11             | 7              | 3              | 0              | 8              |
| Абсолютний мінімум, °C  | −24,1          | −22,6          | −12,7          | −1,8           | 4              | 9,1            | 11             | 9,4            | 3,5            | −4,2           | −10,9          | −20            | −24,1          |
| Норма опадів, мм        | 39             | 42             | 64             | 42             | 22             | 2              | 0              | 0              | 0              | 8              | 21             | 33             | 273            |
| Днів з опадами          | 8,2            | 11,2           | 7              | 5,9            | 2,7            | 0,2            | 1              | 0,8            | 1,3            | 3,7            | 6,4            | 7,3            | 55,7           |
| Вологість повітря, %    | 73.2           | 70.1           | 62.3           | 57.6           | 50.2           | 45.5           | 45.6           | 48.3           | 51             | 57.1           | 66.6           | 73             | 58.4           |
| ----------------------- | -------------- | -------------- | -------------- | -------------- | -------------- | -------------- | -------------- | -------------- | -------------- | -------------- | -------------- | -------------- | -------------- |
| Джерело: Weatherbase    |                |                |                |                |                |                |                |                |                |                |                |                |                |

## Населення
Це третє за чисельністю населення місто країни — станом на 2022 рік воно становить 126 700.

## Відомі люди
- Ломанець Валерій Абрамович (*28.01.1943, м. Курган-Тюбе) — музикант, піаніст, педагог, концертмейстер Чернівецької обласної філармонії, доцент кафедри музики Чернівецького національного університету ім. Ю. Федьковича. Заслужений артист УРСР (1986). Станом на 01.01.2013 р. проживає в Ізраїлі.[3]